# Nicolet
Nicolet è una città del Canada, nella regione amministrativa del Centre-du-Québec. È capoluogo della municipalità regionale di Nicolet-Yamaska.